# تلتون
تلتون (به انگلیسی: Talaton) یک منطقهٔ مسکونی در بریتانیا است که در East Devon واقع شده‌است.